# Winchester, Anglija
Winchester je mesto in okrožje v Hampshiru, Anglija. Mesto leži v osrčju širšega mesta Winchester, in se nahaja na zahodnem delu narodnega parka South Downs, ob reki Itchen. Od Londona je oddaljen 109 km jugozahodno  in 21,9 km od Southamptona, njemu drugo najbližje mesto. Ob popisu prebivalstva leta 2021 je naseljeno območje Winchestra imelo 48.478 prebivalcev. Širše okrožje mesta Winchester vključuje naselja, kot sta Alresford in Bishop's Waltham in je leta 2021 imelo 127.439 prebivalcev. Winchester je okrožno mesto Hampshire in ima glavne pisarne sveta okrožja Hampshire. 
Winchester se je razvil iz rimskega mesta Venta Belgarum, ki se je razvil iz obrambnega naselja iz železne dobe (oppidum). Pomembna znamenitost stolnica, ena največjih v Evropi, ki ima najdaljšo ladjo in skupno dolžino od vseh gotskih stolnic v Evropi. Mesto je tudi sedež Univerze in Winchester College, najstarejše javne šole v Združenem kraljestvu. Arhitekturne in zgodovinske zanimivosti mesta in njegove hitre povezave z drugimi mesti so pripomogle k temu, da je to eno najdražjih in zaželenih območij države.

## Zgodovina

### Prazgodovina
Območje okoli Winchestra je bilo naseljeno že v prazgodovini, v bližini so tri železnodobna gradišča, Oram's Arbour, St. Catherine's Hill in Worthy Down. V mlajši železni dobi se je razvila bolj urbana naselbina, znana kot oppidum, čeprav arheologija te faze ostaja nejasna.
Naselbina je postala pomembno središče britskega plemena Belgi; vendar ostaja nejasno, kako so Belgi prevzeli nadzor nad prvotno naselbino. Cezar je zapisal, da je pleme prečkalo kanal kot plenilci (verjetno v 1. stoletju pr. n. št.), da bi se pozneje uveljavilo. Rimski opis celinskih zavojevalcev je bil v zadnjih letih izpodbijan z znanstvenimi študijami, ki dajejo prednost postopnim spremembam s povečanimi trgovinskimi povezavami in ne migracijami.
Keltskim Britom je bila naselbina verjetno znana kot Wentā ali Venta (iz običajne keltske besede, ki pomeni 'plemensko mesto' ali 'mesto srečanja'). Etimologija, povezana s keltsko besedo za white (sodobno valižansko gwyn), je bila predlagana zaradi Winchesterjeve lege na kredi. Prav latinizirane različice tega imena, skupaj z imenom plemena, so mestu dale rimsko ime Venta Belgarum.

### Rimsko obdobje
Po rimski osvojitvi Britanije je naselje služilo kot prestolnica (latinsko civitas) Belgov in je bilo prepoznavno kot Venta Belgarum, 'Venta Belgov'. Čeprav je bila v zgodnjih letih rimske province za Silchester in Chichester podrejen pomen, ju je Venta do druge polovice 2. stoletja zasenčila oba. V začetku 3. stoletja je Winchester dobil zaščitno kamnito obzidje. Približno v tem času je mesto pokrivalo površino 58 ha, zaradi česar je bilo med največjimi mesti v Rimski Britaniji po površini. Zunaj obzidja je bilo omejeno primestno območje. Kot številna druga rimska mesta pa je tudi Winchester začel propadati v poznejšem 4. stoletju.

### Srednjeveško obdobje

#### Post-rimski Winchester
Kljub umiku Rimljanov iz Britanije se je mestno življenje nadaljevalo podobno kot do sredine 5. stoletja. Naselbina se je zmanjšala, vendar so bila izvedena dela za izboljšanje obrambe mesta. Mesto je morda delovalo kot središče verske skupnosti ali kraljeva palača, saj so še naprej uporabljali krščanska pokopališča, ustanovljena v rimskem obdobju.
Winchester se pojavlja v zgodnji valižanski literaturi in se običajno identificira kot mesto Cair Guinntguic, ki je uvrščeno med 28 britanskih mest v Zgodovini Britov (ki se običajno pripisuje Neniju). Mesto je v sodobni valižanščini znano kot Caerwynt.
Zdi se, da so med letoma 476 in 517 našega štetja mesto in okoliška območja utrdila več jutskih naselbin  in so delovala kot del večje politične skupnosti.

#### Kraljevina Wessex
Mesto je postalo znano kot Wintanceaster ('Fort Venta') v stari angleščini. Leta 648 je kralj Cenwalh iz Wessexa postavil cerkev sv. Petra in Pavla, pozneje znano kot Old Minster. Ta je postala stolnica v 660-ih, ko so zahodnosaški škofovski sedež prenesli iz Dorchestra ob Temzi. Sedanja oblika mesta izhaja iz obnove v poznem 9. stoletju, ko je kralj Alfred Veliki izbrisal rimski tloris ulic v korist nove mreže, da bi zagotovil boljšo obrambo pred Vikingi. Zdi se, da je prva kovnica v mestu iz tega obdobja.
V zgodnjem 10. stoletju sta bili dve novi cerkveni ustanovi: samostan Nunnaminster, ki ga je ustanovila Alfredova vdova Ealhswith, [23] in New Menster. Škof Ethelwold iz Winchestra je bil vodilna oseba v gibanju za samostansko reformo poznega 10. stoletja. Izgnal je svetne kanonike obeh duhovnikov in ju nadomestil z redovniki. Ustvaril je drenažni sistem, Lockburn, ki je služil kot mestni odtok do leta 1875 in še vedno deluje. Prav tako v poznem 10. stoletju je bila Old Minster razširjena kot središče kulta škofa Winchestra iz 9. stoletja, sv. Swithuns. Trije minstri so bili dom tistega, kar arhitekturni zgodovinar John Crook opisuje kot »vrhunske umetniške dosežke« šole Winchester.
Čeprav se strinjajo zgodovinarji anglosaške Anglije, da je bil dvor v tem obdobju mobilen in ni imel stalnega mesta, se Winchester pogosto opisuje kot starodavno središče Wessexa.  Martin Biddle je domneval, da je bil Winchester središče kraljeve uprave v 7. in 8. stoletju, vendar to dvomi Barbara Yorke, ki meni, da je pomembno, da je bilo okrožje poimenovano po Hamtunu, predhodniku Southamptona. Vendar pa je Winchester opisala zgodovinarka Catherine Cubitt kot »glavno mesto zahodnosaškega kraljestva«, Janet Nelson pa London in Winchester opisuje kot »proto-prestolnici« Alfreda Velikega.
V mestu je leta 1141 med polomom Winchestra prišlo do požara. V 14. stoletju je William iz Wykehama igral vlogo pri obnovi mesta. Kot škof v Winchestru je bil odgovoren za večino sedanje stavbe stolnicee in je ustanovil še vedno obstoječo javno šolo Winchester College. V srednjem veku je bilo mesto pomembno središče trgovine z volno, preden je začelo počasi propadati. Zvon za policijsko uro v zvoniku (v bližini ure na sliki) še vedno zazveni ob 20.00 uri vsak večer.

### Sodobnost
Mestni Križ (znan tudi kot Buttercross) je datiran v 15. stoletje in ima 12 kipov Device Marije, svetnikov in različnih zgodovinskih osebnosti. Kar nekaj kipov je bilo dodanih v vsej zgodovini konstrukcije. Leta 1770 je Thomas Dümmer kupil Buttercross od Corporation of Winchester, ki ga je nameravala ponovno postaviti v parku Cranbury, v bližini Otterbourne. Ko so delavci prišli razstaviti križ, so to preprečila ljudje v mestu, ki so organizirali majhen upor. Dogovor z mestom je bil odpovedan, Dümmer je postavil repliko, ki je stala v parku približno šestdeset let, preden jo je uničilo vreme. Buttercross sam je bil obnovljen leta 1865 (G.G. Scott) in še vedno stoji na High Street. Zdaj je na seznamu starodavni spomenik.
Mestno obzidje je bilo prvotno zgrajeno v rimskem obdobju in je bilo sčasoma ponovno zgrajeno in razširjeno po delih. Velik del mestnega obzidja, zgrajenega na rimskih temeljih, so porušili v 18. in 19. stoletju, ko je propadlo, vrata pa so postala ovira za promet in nevarnost za pešce, le majhen del prvotnega rimskega obzidja je preživel. Od šestih vrat (Severna, Južna, Vzhodna, Zahodna, Durn in Kraljeva vrata) so ohranjena samo Kraljeva in Zahodna vrata, deli obzidja pa so ostali okoli obeh vrat in v bližini ruševin gradu Wolvesey.
Tri pomembne bronaste skulpture je mogoče videti na High Streetu, ki so jih izdelali veliki kiparji 19. in 20. stoletja, najzgodnejši je monumentalni kip kraljice Viktorije, ki je zdaj v veliki dvorani, delo sira Alfreda Gilberta (znanega tudi kot kiparja 'Erosa' na londonskem Piccadilly Circusu), kralja Alfreda, obrnjenega proti mestu z dvignjenim mečem, Hama Thornycrofta in sodobnega osupljivega Konj in jezdec Dame Elizabeth Frink na vhodu v sodišče.
Pisateljica Jane Austen je umrla v Winchestru 18. julija 1817 in je pokopana v stolnici. Romantični pesnik John Keats je bival v Winchestru od sredine avgusta do oktobra 1819. Tukaj je napisal Isabella, St. Agnes' Eve, To Autumn in Lamia. Dele za Hyperion in pet aktov poetične tragedije Otho Veliki so bili prav tako napisani v Winchestru.
Leta 2013 je lokalni časopis poročal o podjetjih, ki se ukvarjajo s stanovanjskim trgom, da je mesto Winchester postalo eno najdražjih in zaželenih območij zaradi arhitekturne in zgodovinske zanimivosti mesta ter njegovih hitrih povezav z drugimi mesti je Winchester uvrstil med najmanj ogrožena območja v Angliji in Walesu.

## Geografija
Winchester leži na dnu kratona iz spodnje krede z majhnimi površinami gline in ilovnate prsti, vstavljeno s kombinirano glino in bogatimi viri Fullerjeve zemlje.
Tako kot preostali del Združenega kraljestva Winchester doživlja oceansko podnebje (Köppen Cfb). Najbližja postaja Met Office je v kraju Martyr Worthy, tik izven mesta.

## Znamenitosti

### Stolnica
Stolnica v Winchestru je najdaljša stolnica v Evropi, ki je bila prvotno zgrajena leta 1079. Vsebuje veliko drobnega arhitekturnega okrasja iz 11. do 16. stoletja in je kraj, kjer so pokopani številni škofi iz Winchestra (kot William Wykeham), anglosaški monarhi (kot Egbert iz Wessexa) in kasneje monarhi kot kralj Knut Veliki in William Rufus, pa tudi pisateljica Jane Austen. Nekoč je bilo pomembno romarsko središče in je svetišče svetega Swithuna. Starodavno romarska pot začne v Winchestru in gre do Canterburyja. Tloris prejšnje stare stolnice je viden na travniku, ki meji nanjo. Nova stolnica (originalni grob Alfreda Velikega in Edvarda Starejšega je nekoč stal poleg nje.
Območje okrog stolnice, imenovano Close, vsebuje številne zgodovinske zgradbe iz časa, ko je bil tukaj samostan, zlasti dekanija, ki sega v trinajsto stoletje. To je bila prvotno priorjeva rezidenca in je bila rojstna hiša Arthurja, princa iz Walesa, leta 1486. Nedaleč stran je Cheyney Court iz srede petnajstega stoletja, hiša z lesenim ogrodjem in vratarnico za samostanska vrata. Bila je škofijska dvorna hiša.
Najstarejša stavba narejena iz žebljanih nosilcev še stoji v Angliji in se prav tako nahaja v bližini stolnice, poleg dekanovega vrta. Znana je Pilgrims' Hall, saj je bil del objekta, ki se je uporabljal za sprejem številnih romarjev v svetišča Sv. Swithuna. Menijo, da je bila zgrajena leta 1308. Zdaj je del The Pilgrims' School in je dvorana, ki jo šola uporablja za jutranja zborovanja, kulturne prireditve, za vaje pevskega zbora in podobno.

### Grad Wolvesey in palača
Grad Wolvesey je bil normanska škofijska palača iz leta 1110, stoji pa na mestu starejše strukture iz časa Sasov. Izboljšan ga je Henry de Blois v času Anarhije, v času vladanja brata kralja Štefana. Bil je nekaj dni oblegan. V 16. stoletju sta bila, tik pred svojo poroko v stolnici, gosta kraljica Marija Tudor in kralj Filip II. Španski. Stavba je danes razvalina (v upravljanju družbe English Heritage), le eno krilo kapele, ki je bila vključena v novo palačo v 1680-tih, je ohranjena.

### Grad
Winchester je znan po veliki dvorani (Great Hall) gradu, ki je bila zgrajena v 12. stoletju. Velika dvorana je bila obnovljena nekje med letoma 1222 in 1235 in še vedno obstaja v enaki obliki. Znana je po okrogli mizi kralja Arturja, ki visi v dvorani vsaj od leta 1463. Miza dejansko izvira iz 13. stoletja in torej ni iz časa Arturja. Kljub temu ima še vedno precej zgodovinskega pomena in privablja številne turiste. Miza je bila prvotno nepobarvana, vendar so jo poslikali za kralja Henrika VIII. leta 1522. Imena legendarnih vitezov okrogle mize so napisana okoli roba mize, na vrhu sedi kralj Arturja na svojem prestolu. Nasproti mize so princa Charlesa Wedding Gates V sklop Velike dvorane sodi tudi rekreacijski srednjeveški vrt. Poleg dvorane je le nekaj izkopanih ostankov utrdbe ohranjeno med sodobnimi stavbami sodišča. Stavbe so izpodrinile sosednjo kraljevo hišo, ki je zdaj vključena v Peninsula Barracks, kjer je pet vojaških muzejev.

### Bolnica sv. Križa
Ubožnico in veliko normansko kapelo bolnišnice sv. Križa (Hospital of St Cross) je  ustanovil blizu centra mesta Henry de Blois v 1130-tih. Od vsaj 14. stoletja je še vedno v uporabi. Menda so pomagali tudi romarjem na poti v Canterbury.

### Mestni muzej
Mestni muzej, ki se nahaja na vogalu Great Minster Street in The Square, vsebuje veliko informacij o zgodovini Winchestra. Zgodnji primeri Winchester measures (sklop pravnih standardov sprejetih v poznem 15. stoletju, uveljavil jih je kralj Henrik VII. in so v uporabi, z nekaterimi spremembami, še danes),  so na ogled. Muzej je bil eden izmed prvih muzejev namensko zgrajen zunaj Londona. Local items featured include the Roman Venta Belgarum Lokalne najdbe kažejo rimsko Venta gallery in nekaj zgodnjih primerov pravih notranjosti trgovin, odvzetih iz bližnje ulice High Street.
Drug muzej je Westgate z vitrinami različnega orožja in Center za zgodovinskih virov, ki hrani veliko zapisov, povezanih z zgodovino mesta.

### Druge stavbe
Druge pomembne zgodovinske stavbe so Guildhall (cehovska dvorana), zgrajena leta 1871 v neogotskem slogu, Royal Hampshire County Hospital, bolnica, ki jo je zasnoval William Butterfield in Winchester Mill, eden od številnih mestnih mlinov ob reki Itchen, ki teče skozi center mesta. Mlin je bil nedavno obnovljena in ponovno melje koruzo na vodno energijo. Je v lasti National Trust.
Čeprav je mesto Winchester preživelo drugo svetovno vojno nedotaknjeno, je bilo okoli trideset odstotkov starega mestnega jedra porušeno, da bi naredili prostor za stavbe, ki bolj ustrezajo zahtevam sodobnih poslovnih prostorov (zlasti za Hampshire County Council in mestni svet). Od leta 1980 v mestu postopno menjajo povojne grde strukture s sodobnimi in bolj primernimi za vključitev v srednjeveško urbano strukturo starega mestnega jedra.

## Winchester v popularni kulturi
V srednjeveški pripovedni pesmi Sir Orfeo, je glavni lik Sir Orfeo kralj Winchestra. Končni boj romantičnega junaka Guy iz Warwicka proti velikanu Colbrandu poteka zunaj winchesterskega obzidja.
Scena v Henryju Esmondu (1852) Williama Makepeace Thackerayja, je postavljena v kor stolnice v Winchestru. Winchester je delno model za Barchester v Barsetshireu romanih Anthonyja Trollopela, ki so hodili na Winchester College; The Warden (1855) naj bi temeljil na škandalu v bolnišnici St križa. Winchester se pojavi kot Wintoncester v Hardy's Tess of the d'Urbervilles (1891). Nekateri izmed dogodkov v The Adventure of the Copper Beeches , sira Arthurja Conana Doyla (1892) se odvija v mestu. 
V Charlesa Kingsleya romantični zgodovini Hereward the Wake (1866), Hereward strese njegov pepel proti vratom Westgate v Winchestru, kar kaže z močno roko, da je on. William Osvajalec je tako navdušen, da mu odpusti.
Fiktivne nepremičnine v bližini Winchestra so prizorišče zločina v avanturi Sherlocka Holmesa, The Problem of Thor Bridge (1922). 
V letih 1967 in 1968 je v Gerry Andersonovem Captain Scarlet and the Mysterons publicirano gradivo, kjer  Anderson opredeljuje Winchester kot rojstni kraj glavnega junaka, Captaina Scarlet, s pravim imenom Paul Metcalfe.
Winchester je glavno mesto v post-apokaliptični znanstvenofantastični seriji Johna Christopherja, Sword of the Spirits. Stolnica se pokaže v Jamesa Herberta romanu The Fog. Obleganje Winchestra leta 1141, del "Anarhije" (državljanske vojne) med kraljem Štefanom in cesarico Matildo, je pomemben element v detektivskem romanu An Exellent Mystery, del kronike Brother Cadfael,  Edith Pargeter opisuje kot Ellis Peters. V romanu Philipa Pullmana The Subtle Knife (del trilogije His Dark Materials) glavni moški protagonist, Will Parry, prihaja iz Winchestra, a se le malo knjige tudi dogaja tam. 
V filmu Merlin, kralj Uther prvič osvoji Britanijo z začetkom v Winchestru, kjer bi Merlinu sodili. 
V romanu The Pillars of the Earth, Kena Folletta, ki prikazuje angleške zgodovinske dogodke od 1123 do 1174, ima Winchester in njegova stolnica pomembno mesto v več poglavjih. Izmišljeno mesto Kingsbridge v romanu temelji na Winchestru, kot je pojasnil Follet v prvi epizodi svoje dokumentarne serije na Channel 4. leta 2013, Ken Follett's Journey into Dark Ages. Opisana je vladavina Štefana in njegove vojaške akcije, vključno poročilo v prvi
V televizijski oddaji Channel 4 Najboljše in najslabše za bivanje v Veliki Britaniji 2006, je bil Winchester izglasovan za najbolj primerno mesto za bivanje v državi. Leta 2007 je bil Winchester drugi za Edinburghom. 
Od leta 1974 je vsako leto v Winchestru Ali Fair, festival uličnega gledališča s predstavami in delavnicami po vsem mestu. 
Ena od največjih in najbolj uspešnih tržnic v Združenem kraljestvu poteka na več kot 100 stojnicah vsako drugo in zadnjo nedeljo v središču mesta.

## Pobratena mesta
Winchester is twinned with:
- Laon, Francija[33][34]
- Giessen, Nemčija[35]

Winchester, Virginia, ki je poimenovan po angleškem mestu, katerega župan je stalno del festivala ameriških mest Shenandoah Apple Blossom Festival. Winchester je dal tudi svoje ime (Frenchified za Bicêtre) za predmestja Pariza, zaradi dvorca, ki ga je tam zgradil John of Pontoise, škof Winchestra ob koncu 13. stoletja. Zdaj je to občina Le Kremlin-Bicêtre.

## Pomembni meščani
- Edgitha (910-946), kraljica vzhodno-frankovskega cesarstva in prva žena Otona I.
- Richard Cornwall (1209-1272), mlajši brat Henrika III., vojvoda Poitou in rimsko-nemški kralj
- Herbert Greenfield (1869-1949), kanadski politik
- Oswald Mosley (1896-1980), politik
- Frank Turner (rojen 1981), kantavtor